# Batalha de San Juan Hill
A Batalha de San Juan Hill, também conhecida como a batalha para o San Juan Heights, foi uma batalha decisiva da Guerra Hispano-Americana. A San Juan Heights foi uma elevação no sentido norte-sul, cerca de dois km a leste de Santiago de Cuba. Os nomes de San Juan Hill e Kettle Hill foram nomes dados pelos americanos. Esta luta para as heights foi a batalha mais sangrenta e mais famosa da Guerra. Ele também foi o local da maior vitória dos Rough Riders, como afirma a imprensa e seu novo comandante, o futuro vice-presidente e depois presidente, Theodore Roosevelt, que foi (postumamente) condecorado a Medalha de Honra, em 2001, por suas ações em Cuba. O que a imprensa americana do tempo esquecido é que os Buffalo Soldiers dos 10º e 24º regimentos de infantaria tinha realmente feito muito dos mais pesados combates.

## Antecedentes
General espanhol Arsenio Linares ordenou 760 tropas regulares do exército espanhol para manter o "San Juan Heights" contra uma ofensiva americana em 1 de julho de 1898. Por razões ainda não esclarecidas, Linares não conseguiu reforçar esta posição, optando por manter cerca de 10 000 reservistas espanhóis na cidade de Santiago de Cuba.
Espanhóis entrincheiramentos na colina, enquanto normalmente bem escondida, não estavam todos posicionados corretamente para abrir fogo, fazendo retribuir o ataque para os americanos que avançavam com mais dificuldade. A maioria das fortificações espanholas e as linhas de trincheiras foram estabelecidas ao longo da crista geográfica (atual) das heights em vez de uma crista militar. Isso significava que o fogo se das tropas espanholas teriam dificuldade de bater o inimigo avançando quando os americanos atacam chegaram ao desenfiamento ao pé das heights. Uma vez que eles começaram a escalar a colina, no entanto, os atacantes estariam em plena vista dos defensores, que poderiam se envolvem que os americanos tanto com fuzil e fogo de artilharia.
A maioria das tropas espanholas eram recrutas recém-chegados. No entanto, seus oficiais eram hábeis na luta contra os insurgentes cubanos. Os espanhóis também foram bem equipados com o apoio de artilharia, e todos os soldados espanhóis estavam armados com rifles de repetição 7 mm Mauser M1893, um moderno braço de ferrolho com uma alta taxa de fogo, que usavam um cartucho de alta velocidade de pólvora sem fumaça. Unidades de artilharia espanholas estavam armadas principalmente com uma moderna culatra-carregamento de canhão de tiro rápido, novamente usando pólvora sem fumaça.
As forças regulares americanas e soldados estavam armados com rifles Krag (Springfield Model 1892-99) de ferrolho septadas e sem fumaça calibre .30 Army. No entanto, peças de artilharia dos Estados Unidos eram de um design antiquado, com uma baixa taxa de disparo. Eles também usaram cargas de pólvora negra menos potentes, o que limitou o alcance efetivo de apoio de fogo para as tropas americanas. Os americanos também tiveram um destacamento de quatro armas de antigos estilos de manivela armas Gatling de calibre .30 Army cujo giro montagem permitiu uma maior cobertura.
General William Rufus Shafter comandou o 5º Corpo de cerca de 15 000 soldados em três divisões. Jacob Ford Kent comandou a 1º Divisão, Henry Ware Lawton comandou a 2º Divisão, e Joseph Wheeler comandou a Divisão de Cavalaria desmontada mas estava sofrendo de febre e teve que entregar o comando ao general Samuel S. Sumner. Os planos de Shafter para atacar Santiago de Cuba chamada para a divisão de Lawton para o norte e reduzir o reduto espanhol no El Caney, que era levar cerca de duas horas, em seguida, juntar-se com o resto das tropas para o ataque ao San Juan Heights. As restantes duas divisões seria ir diretamente contra o "San Juan Heights" com Sumner no centro e Kent, ao sul. Shafter estava muito doente para dirigir pessoalmente as operações e, em vez montou sua sede em El Pozo 3,2 km das heights e comunicada através de oficiais da equipe montada.

## Batalha

### "Hell's Pocket"

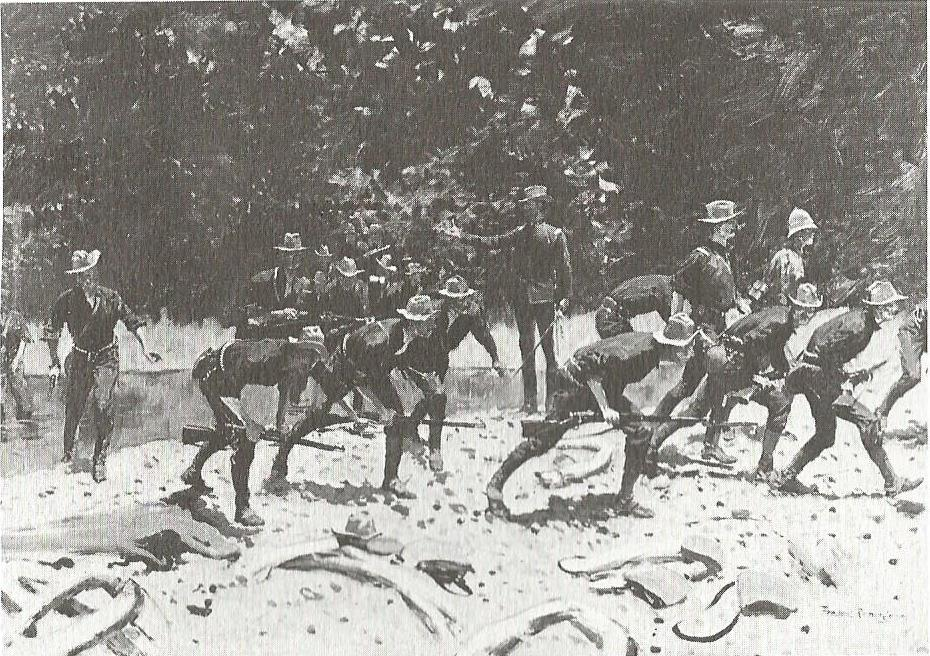
No Vau Sangrento de San Juan, ilustração em preto-e-branco de Frederic Remington.

Uma companhia da corporação subiu em um balão de ar quente para reconhecer as colinas. O balão feito para um bom alvo para os espanhóis. Brigada de Hawkins já havia passado pela rota recém Kent e ordenou à frente da brigada do coronel Charles A. Wikoff. Era meio-dia quando Wikoff começou a descer a trilha, e 30 minutos depois ele saiu da da floresta e foi atingido por uma bala de Mauser. Ele morreu como os seus oficiais de pessoal o levaram para trás. Em seguida no comando era o tenente-coronel William S. Worth que assumiu o comando, mas dentro de cinco minutos caiu ferido. O tenente-coronel Emerson Liscom assumiu o comando e dentro de mais cinco minutos recebeu um ferimento incapacitante. O tenente-coronel Ezra P. Ewers, quarto no comando da brigada, assumiu o comando.
Kent e Sumner alinhados para o ataque e esperaram que a divisão de Lawton para chegar a partir de El Caney. Lawton não chegou, como previsto, as ordens não vieram de ambos Shafter ou Wheeler e as tropas esperavam na base da colina atormentado por constantes disparos de Mauser espanhóis em áreas apelidado de "Hell's Pocket" e/ou "Bloody Ford".

## San Juan Heights

### San Juan Hill
Nesse meio tempo, o general Hamilton Hawkins 1º Brigada de Infantaria estava se preparando para atacar San Juan heights. San Juan Hill foi o mais alto dos dois morros que formam San Juan Heights. O ponto mais meridional era mais reconhecível para a palafita espanhola (fortaleza defensiva) que dominou a crista. A Brigada de Cavalaria, em seguida, mudou-se para a posição. Na visão aberta das posições espanholas nas heights, os americanos começaram a sofrer baixas de fuzil e fogo de artilharia, enquanto se aguardava ordens do general Shafter parar tomar San Juan. Como o volume de fogo aumentada, os oficiais começaram a se mobilizar para a ação.

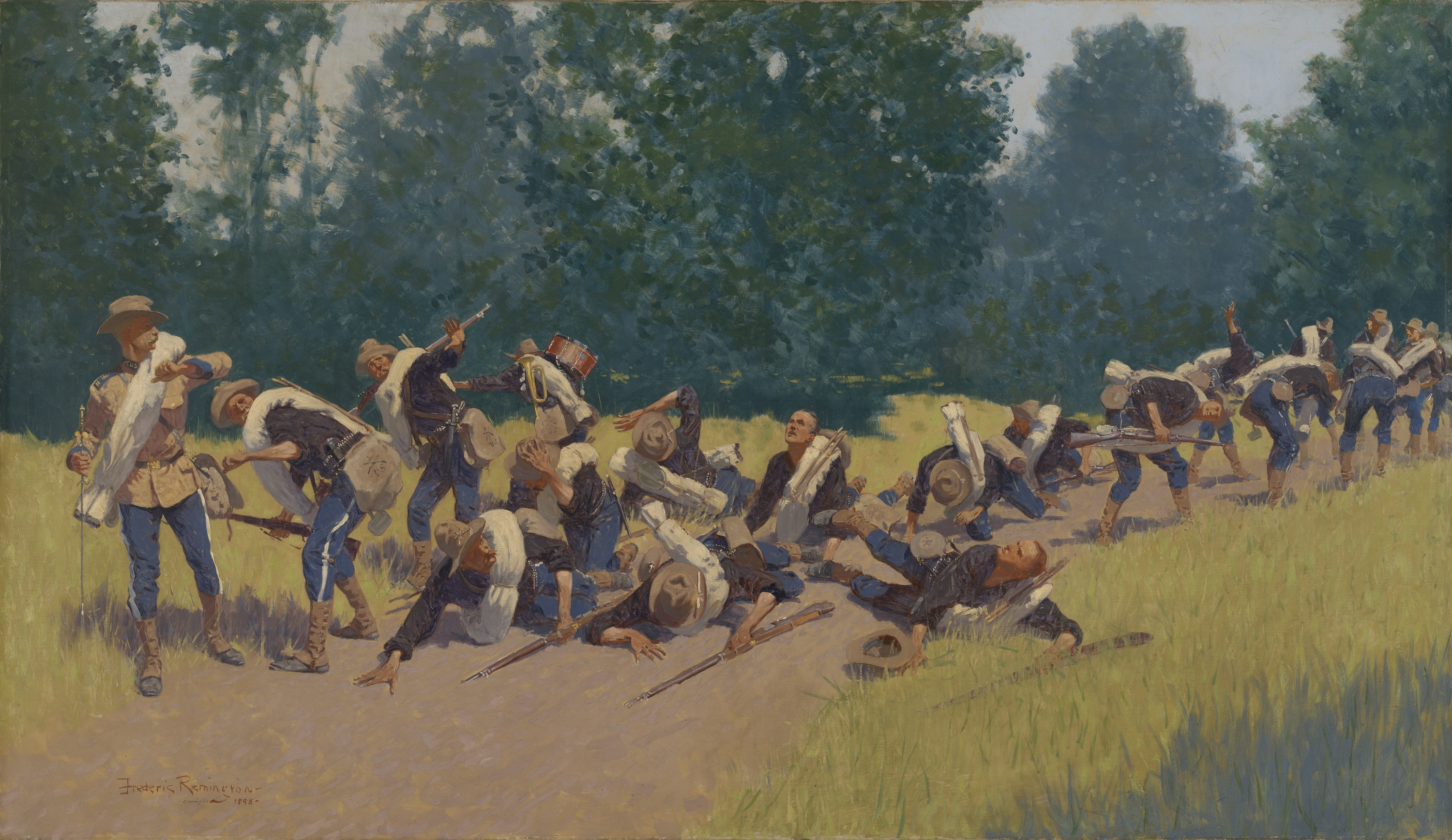
The Scream of Shrapnel at San Juan Hill, de Frederic Remington, 1898.

Os 2º e 10º regimentos de infantaria da 2º Brigada receberam ordens pelo comandante da brigada, o coronel E. P. Pearson, para avançar para as linhas espanholas. Posicionado na extremidade esquerda da linha americana, os dois regimentos avançaram em boa ordem, avançaram para uma pequena colina no flanco direito espanhol, e dirigiu grupos de atiradores espanhóis de volta para suas trincheiras.
Um ex-oficial da equipe de brigada, o primeiro-tenente Jules Garesche Ord (filho do general E.O.C. Ord), oficialmente do 6º regimento de infantaria, mas em seguida, designado temporariamente para Companhia D do 10º devido a oficiais doentes e calor com deficiência na 5º Corps, fez um pedido especial ao General Hawkins. "General, se você vai pedir uma carga, vou levá-la." Hawkins respondeu: "Eu não vou pedir para os voluntários, não vou dar permissão e eu não vou recusá-la", disse ele. "Deus te abençoe e boa sorte!". Tenente Ord, então, pediu que os líderes da direita da 10º Cavalaria (ou seja, do 3º e 1º Voluntários) para "apoiar os regulares", quando eles cobrariam as heights. Quando Ord voltou para sua unidade designada, ele aconselhou o comandante da Tropa D, o capitão John Bigelow, Jr., de sua conversação com o general e pedindo as unidades da direita para apoiar os regulares. Bigelow deu a honra de tocar o avanço para o tenente Ord. Ord, com uma espada em uma mão e uma pistola na outra se levantou e ordenou o avanço de sua unidade. Os "Buffalo Soldiers" do 10º mudou-se fora das trincheiras e até a colina. Unidades para a direita começaram a se mover para a frente em um efeito cascata para apoiar os regulares. À esquerda do 10° uma alegria saiu dos membros da 24º Regimento de Infantaria só de negros e eles também subiram em direção ao topo das heights, acompanhado por elementos do 6º Regimento de Infantaria, incluindo a companhia E liderada pelo capitão L.W.V. Kennon, bem como as unidades do 9º e 13º Regimentos de Infantaria.  A 16º Infantaria, seguido a alguma distância por trás das formações de entrega, enquanto o 71° Regimento de Infantaria (Voluntários de Nova Iorque), não tendo conseguido avançar inicialmente com os outros regimentos, manteve-se na parte de trás. À medida que as unidades começaram o seu avanço até o morro, eles se separaram, com os batalhões de alguns regimentos colocados entre os de outros regimentos.
Tenente Ord foi um dos primeiros a chegar ao cume do San Juan heights. Como os espanhóis fugiram, o tenente Ord começou a dirigir o fogo de apoio para os espanhóis restante quando ele foi baleado na garganta e mortalmente ferido. General Hawkins foi ferido pouco depois. Às 13h50, Private Arthur Agnew da 13° Infantaria puxou para baixo a bandeira espanhola no topo da palafita de San Juan.
General Wood enviou seguintes as solicitações para o general Kent enviar até infantaria para fortalecer sua posição vulnerável. Quando o general Wheeler chegou às trincheiras, ordenou construir parapeitos. A posição americana em San Juan foi exposta ao fogo de artilharia dentro de Santiago, e o general Shafter temia a vulnerabilidade da posição americana sobre Kettle Hill para contra-ataque das forças espanholas. Na verdade, um contra-ataque espanhol foi lançado no final da tarde, mas foi facilmente derrotado com a ajuda de apoio de fogo Gatling de San Juan Hill. Apesar do general Wheeler garantir a Shafter que a posição poderia ser realizada, Shafter ordenou a retirada de qualquer maneira. Antes que os homens em Kettle Hill poderiam se retirar, general Wheeler chamou de lado generais Kent e Sumner, e assegurou-lhes que a linha poderia ser realizada. Durante a noite, os americanos trabalharam a reforçar as linhas enquanto aguarda os reforços.

## Kettle Hill

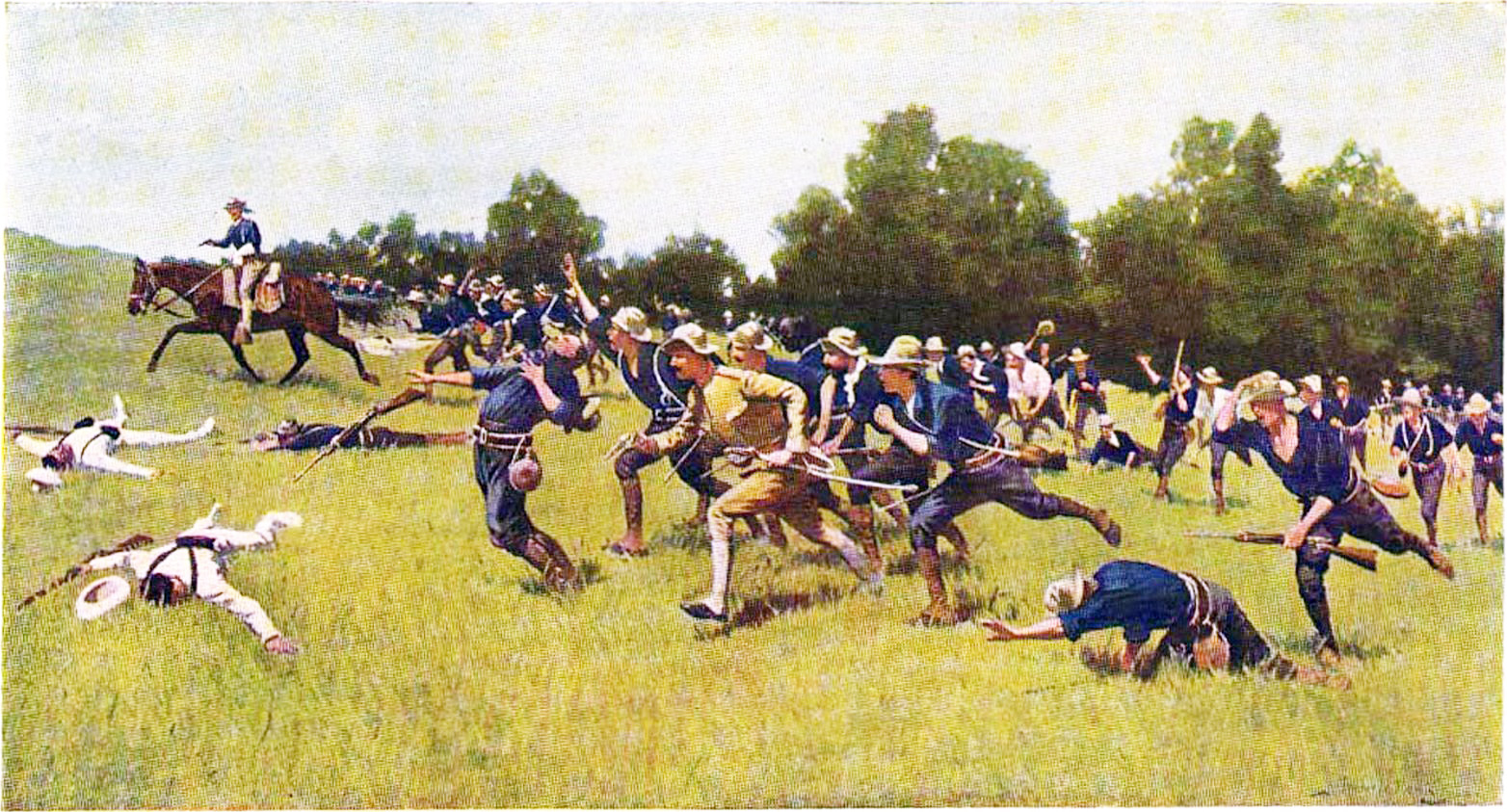
Charge of the Rough Riders at San Juan Hill de Frederic Remington. Na realidade, eles atacaram San Juan Heights e mais tarde chamaram de "Kettle Hill" pelos americanos.

O 1º voluntários (Rough Riders), juntamente com o 3º regimento de cavalaria, começaram um ataque quase simultâneo com os regulares da 10° cavalaria (Buffalo Soldiers) até Kettle Hill, apoiados pelo fogo de três metralhadoras Gatling comandadas pelo tenente John H. Parker. Trooper Jesse D. Langdon do 1º Voluntário de infantaria, que acompanhou o Coronel Theodore Roosevelt e Rough Riders em seu ataque sobre Kettle Hill, relatou:
"Nós estávamos expostos ao fogo espanhol, mas havia muito pouco porque pouco antes de começar, por isso, as armas Gatling abriram na parte inferior do morro, e todo mundo gritou: "The Gatlings! The Gatlings!" E nós fomos. As Gatlings estavam apenas no topo dessas trincheiras. Nós nunca teríamos sido capazes de tomar Kettle Hill se não tivessemos as armas Gatling de Parker."
Sob o fogo contínuo, o avanço começou a diminuir quando as tropas caíram de exaustão pelo calor. Oficiais do resto da brigada de madeira juntamente com a brigada de Carrol começaram a monte até sob fogo cruzado. Quando os regulares foram em direção ao topo do morro, as unidades se misturam. Os regulares envolvidos faziam parte de todos os negros 10º Cavalaria "Buffalo Soldiers". Um dos oficiais do 10 º que tomaram parte no ataque, o tenente John J. "Black Jack" Pershing, viria a alcançar o posto mais alto já realizado no Exército dos Estados Unidos por uma vida oficial-general dos exércitos. Pershing recordou mais tarde que:
"... todo o comando avançou tão friamente como se o zumbido das balas era o zumbido de abelhas. Regimentos brancos, pretos, regimentos regulares e Rough Riders, representando jovens de virilidade do Norte e do Sul, lutaram ombro a ombro, sem se importar com raça ou cor, sem se importar se é comandado pelo ex-confederados ou não, e atento apenas a seu dever comum como americanos."
Quando as formações americanas (10º, 3º e 1º vol.) Atingiram o cume do Kettle Hill, eles lutaram brevemente mão em mão dentro das obras defensivas espanholas. Depois de uma breve batalha os espanhóis recuaram. O primeiro soldado americano a alcançar o cume do Kettle Hill está documentado como o sargento George Berry "Negro" da 10º cavalaria. No entanto, Thomas H. Rynning também é creditado como sendo o primeiro americano a chegar ao topo do morro, onde se reuniram os seus homens com a bandeira dos Rough Riders. Alternativamente, o sargento Berry levou seus homens de cor e a 3° cavalaria para o topo de Kettle Hill antes da bandeira dos Rough Riders chegasse. Isto é apoiado nos escritos de "Black Jack" Pershing que lutou com a 10º em Kettle Hill e que estava presente quando o coronel Roosevelt chegou ao topo da Kettle Hill. Parece que a política e a discriminação racial levou a muitos mitos sobre a luta em Cuba, onde os afro-americanos estavam envolvidos.
As tropas do general Linares em San Juan Heights começaram a disparar sobre os americanos posição recentemente conquistada na crista da Kettle Hill. Os americanos, por sua vez começaram a disparar sobre as tropas espanholas entrincheiradas nas colinas em frente a deles.
Vendo o "avanço espontâneo" da 1° Brigada de infantaria liderados pelo 10º Cavalaria, general Wheeler (tendo retornado para a frente) deu a ordem para o coronel Kent para avançar com toda a sua divisão, enquanto ele voltou a pedir a 3° Brigada no ataque. General Kent mandado diante a 3° Brigada de Infantaria, agora efetivamente comandada pelo tenente-coronel Ezra P. Ewers para se juntar ao avanço da 1° Brigada de infantaria e parte do 10° Regimento de Cavalaria, que tinha alcançado com sucesso as heights.
Testemunhando o ataque à San Juan Hill, coronel Roosevelt decidiu atravessar a ravina íngreme de Kettle Hill para San Juan Hill para apoiar a luta ainda continua lá. Apelando para os seus homens para segui-lo, ele correu para a frente, só para encontrar apenas cinco dos Rough Riders para segui-lo (a maioria não tinha ouvido o seu comando). Roosevelt voltou e reuniu um grupo maior de seus homens, levando-os para baixo da encosta ocidental de Kettle Hill, além de uma pequena lagoa, e até a extensão norte de San Juan Hill, mas a luta tinha acabado para o topo das heights. General Summer interceptou Roosevelt e mandou-o de volta para Kettle Hill imediatamente a preparar-se para o contra-ataque esperado. Quando ele voltou seus homens estavam exaustos e seu cavalo também estava exausto. Um contra-ataque dirigido a Kettle Hill por cerca de 600 homens de infantaria espanhola foi interrompida principalmente pelo fogo de uma única metralhadora Gatling manejada pelo Sargento Green, que (de acordo com oficiais espanhóis capturados depois do ataque) mortos ou feridos, havia mais de 40 espanhóis.

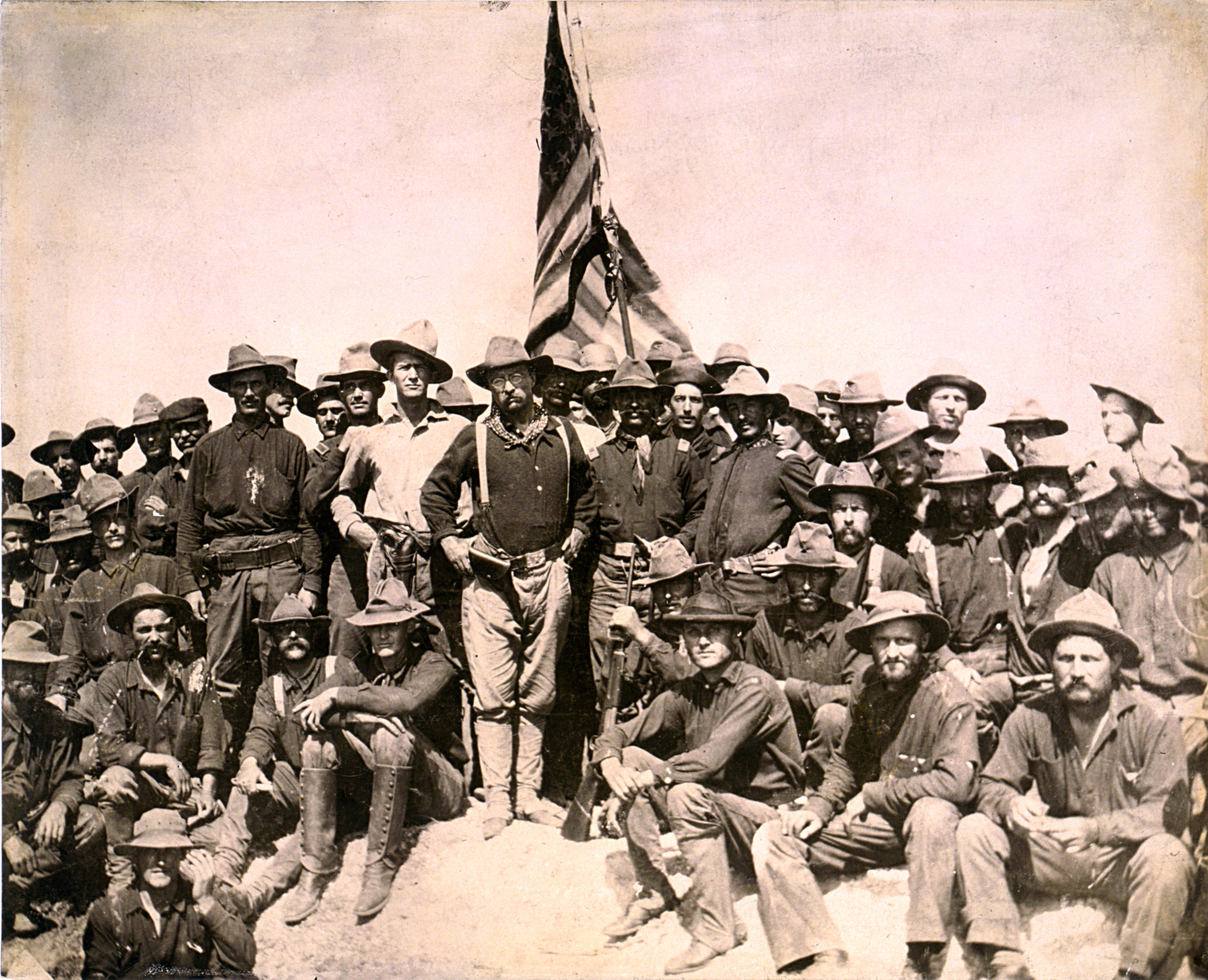
Theodore Roosevelt e Rough Riders no topo de San Juan Hill, 1898.

## Apoio da metralhadora Gatling
Durante o ataque de 2 de julho, recém-formado Destacamento Gatling participou do primeiro uso pelo Exército de fogo de metralhadora dos Estados Unidos para o apoio de fogo móvel em combate ofensivo.
Liderado pelo primeiro-tenente John Henry Parker, o Destacamento Gatling foi ordenado a avançar no apoio do ataque dos Estados Unidos. Pela razão dos Estados Unidos as peças de artilharia de pólvora negra carecia de intervalo de recarga para alcançar nas posições espanholas, bateria de Parker tinha quatro Gatling .30-40 de 10 canos foi originalmente concebido para fornecer fogo de cobertura para os comboios de artilharia. Avançando por sua própria iniciativa, o tenente Parker recebeu uma mensagem do seu coronel, ordenando-lhe que retire uma arma para o assessor do general Shafter, o tenente John D. Miley, em seguida, tomar as restantes três armas para a frente "para o melhor ponto você pode encontrar". Parker posicionou suas três Gatling cerca de 550 m de San Juan Hill nas fortificação e as suas trincheiras ao redor, ocupadas por regulares espanhóis; 730 metros de distância era outra linha de cume, novamente com trincheiras espanholas. Serem expostos, o Destacamento logo veio sob ataque, e rapidamente perdeu cinco homens em ação de ferimentos, outros a insolação grave. Geralmente, de quatro a seis homens eram necessários para operar cada metralhadora Gatling. No entanto, as equipes continuaram a atirar de volta aos espanhóis.
Três disparos rápidos do tenente Parker Metralhadoras Gatling forneciam fogo de cobertura para as forças dos Estados Unidos atacando tanto San Juan e Kettle Hills. Equipado com suportes giratórios que permitiram os artilheiros atacar posições inclinadas dos espanhóis, as três armas despejaram uma chuva contínua e desmoralizante de balas nas linhas defensivas espanholas. Testemunhando o ataque à San Juan Hill, mais do que um observador do lado dos Estados Unidos notou alguns dos defensores espanhóis fugindo de suas trincheiras para escapar do fogo intenso. As Gatling continuaram a disparar até que o tenente Parker observou o tenente Ferguson do 13º Infantaria acenando com um lenço branco como um sinal para a bateria de cessar fogo para evitar causar baixas amigas. O ataque americano, em seguida, invadiu um local de cerca de 140 m do topo da colina.
Depois de terem sido tomadas as posições espanholas no topo de San Juan, duas das armas Gatling do tenente Parker foram arrastadas por mulas até a inclinação para a posição capturada em San Juan Ridge, onde ambos foram apressadamente colocadas entre uma linha de atiradores. Como eles estavam montando as armas, os espanhóis começaram um contra-ataque. Apesar de ser um contra-ataque espanhol em San Juan foi rapidamente quebrado, os americanos em Kettle Hill enfrentou um ataque mais grave de cerca de 600 regulares espanhóis. Ignorando uma ordem do coronel Leonard Wood para reposicionar uma ou duas de suas armas Gatling para o topo da Kettle Hill para apoiar o 1º Voluntário e 3º de cavalaria, Parker vez ordenou a Gatling mais próximo, manejada pelo sargento Green, para disparar obliquamente contra 600 soldados inimigos que atacam Kettle Hill. De um campo de 550 m, o sargento Green de Gatling reagiu, matando quase 40 dos atacantes.
Após o contra-ataque bloqueado, o tenente Parker transferido para Kettle Hill para ver as posições americanas, onde ele logo foi acompanhado pelo sargento Weigle equipe da Gatling de San Juan, destacou ao serviço do tenente Miley. Miley (que estava interessado principalmente na inspeção de posições de tropas do General Shafter) havia impedido a equipe de Weigle de abrir fogo durante a totalidade da luta. Parker, então, ordenou o sargento Weigle e sua equipe para levar sua arma para Kettle Hill. Esta Gatling foi usado para eliminar franco-atiradores espanhóis contra as posições defensivas americanas sobre Kettle Hill.
Retornando às duas Gatling em San Juan Hill, o tenente Parker tinha as armas realocadas perto da estrada para evitar o fogo de contra-bateria. Apesar desta precaução, as armas mais uma vez ficaram sob fogo de artilharia pesada de um canhão espanhol de 160 mm. Parker localizou a arma do inimigo e posicionou as duas Gatling usando um poderoso conjunto de binóculos. As duas Gatling em seguida, abriram fogo, silenciando o canhão espanhol de 160 mm a uma distância de cerca de 1 800 m.
Dois dias depois, no dia 4, Parker ordenou que as três armas operacionais mudaram-se para a linha de batalha em torno da cidade de Santiago. As rodas das carroças da Gatling foram removidas, e as Gatling, junto com duas Colt-Browning 7 mm (M1895 Colt-Browning), um presente do coronel Roosevelt, foram colocados em parapeitos onde eles poderiam comandar diversos setores de fogo. A quarta Gatling foi reparada e colocada na reserva por trás dos outros. No entanto, foi logo mudada para Fort Canosa, onde foi usada durante o Cerco de Santiago para disparar 6 000 - 7 000 rodadas na cidade para ajudar a forçar uma rendição.

### Efeito tático na batalha
Durante a batalha, metralhadoras Gatling de Parker gastaram aproximadamente 18 000 munições de .30 em oito minutos e meio (mais de 700 disparos por minuto de fogo contínuo) nas linhas defensivas espanholas no topo das heights, matando muitos dos defensores, forçando outros a fugir das linhas de trincheiras, enquanto interrompiam o objetivo daqueles ainda vivos, que continuaram a resistir. Coronel Egbert, comandante da 6º Infantaria atacou San Juan Hill, afirmou que seu regimento foi trazido a uma parada momentânea perto do topo de San Juan Hill até o fim de cessar-fogo foi dado, como o fogo de Gatling atingindo a crista da linha de trincheira que foi muito intensa.

Coronel Theodore Roosevelt deu mais tarde a maior parte dos créditos para a captação bem sucedida das posições espanholas no topo de San Juan Hill para uso inventivo de Parker do seu Destacamento de Gatling: "Eu acho que Parker merecia um pouco mais de crédito do que qualquer outro homem em toda a campanha... ele tinha o raro bom senso e clarividência para ver as possibilidades das metralhadoras.. Ele, então, por seus próprios esforços, tenho que a frente e provou que poderia fazer um trabalho de valor inestimável no campo de batalha, tanto no ataque como na defesa". Roosevelt também acreditava que as armas tinham um valor moral de fundo, observando que o som martelar das armas Gatling levantou os espíritos de seus homens: "Enquanto disparando, há uma subitamente zunido em nossos ouvidos um som de percussão peculiar. Um ou dois dos homens gritaram: "As metralhadoras espanholas!", Mas, depois de ouvir um momento, gritei: "É as Metralhadoras, homens! Nossos Metralhadoras!" Imediatamente os soldados começaram a aplaudir vigorosamente, para que o som era muito inspirador".

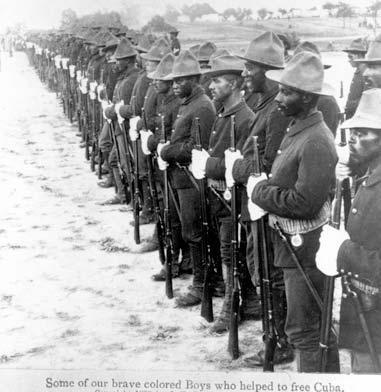
Buffalo Soldiers que participaram na Guerra Hispano-Americana em San Juan Hill.

## Consequências
A batalha tinha sido difícil para os americanos, que sofreu quase cinco vezes mais perdas do que os espanhóis. Os espanhóis, por sua vez, tinha, literalmente, lutaram para a faca, perder um terço de sua força em baixas e capturaram poucos prisioneiros.
Divisão de Lawton, que deveria se juntar à luta início em 1 de julho, não chegou até o meio-dia em 2 de julho, depois de ter encontrado forte resistência inesperadamente na Batalha de El Caney. Os americanos, juntamente com a ajuda de rebeldes cubanos, imediatamente começaram o Cerco de Santiago, que se rendeu em 17 de julho.
Theodore Roosevelt, juntamente com o resto dos Rough Riders, alcançou a fama considerável com a vitória. Jovem Jules Garesche Ord nunca recebeu o reconhecimento na imprensa popular do dia para suas ações. O Exército rejeitou pedidos de uma medalha por seu heroísmo de seu comandante e seu comandante geral.
O grande número de baixas americanas de fogo de armas leves ocorridos nos combates levou diretamente à decisão do Exército para atualizar e modernizar o seu arsenal de armas pequenas. A .45-70 e rifles M1892 (Krag) Springfield foram rapidamente retirado de serviço em favor de um novo padrão de Mauser .30-03 (mais tarde .30-06 Springfield) rifles Springfield M1903, enquanto os restantes .30 Army das armas Gatling do Exército foram substituídos em 1909 pelo Hotchkiss M1909 Benet-Mercie.